# William M. Grant
Pour les articles homonymes, voir William Grant.
William M. Grant (20 septembre 1868 - 1931,) est un homme politique provincial canadien de la Saskatchewan. Il représente les circonscriptions de Batoche à titre de député du Parti libéral de la Saskatchewan de la création de la Saskatchewan en 1905 à 1908. 

## Biographie
Né à Princeton (en) en Ontario, Grant effectue son éducation dans cette ville. S'établissant en Saskatchewan, il travaille dans la prison de Regina. Il exerce aussi le poste d'instructeur fermier à la Regina Industrial School et d'agent pour la compagnie de tracteurs Massey-Harris. 